# Webb (Nueva York)
Webb es un pueblo ubicado en el condado de Herkimer en el estado estadounidense de Nueva York. En el año 2000 tenía una población de 1.912 habitantes y una densidad poblacional de 1.6 personas por km².

## Geografía
Webb se encuentra ubicado en las coordenadas 43°46′4″N 74°56′41″O / 43.76778, -74.94472.

## Demografía
Según la Oficina del Censo en 2000 los ingresos medios por hogar en la localidad eran de $35,541, y los ingresos medios por familia eran $43,516. Los hombres tenían unos ingresos medios de $30,906 frente a los $20,398 para las mujeres. La renta per cápita para la localidad era de $19,910. Alrededor del 8.8% de la población estaban por debajo del umbral de pobreza.